# Shift-Work
Shift-Work è un album della rock band britannica The Fall pubblicato nel 1991.

## Tracce

### Vinile UK originale
1. "So What About It?" (Mark E. Smith, Craig Scanlon, Simon Wolstencroft) – 3:25
2. "Idiot Joy Showland" (Smith, Steve Hanley) – 3:43
3. "Edinburgh Man" (Smith, Scanlon) – 4:44
4. "Pittsville Direkt" (Smith, Hanley, Scanlon) – 4:02
5. "The Book of Lies" (Smith, Scanlon) – 2:58
6. "The War Against Intelligence" (Smith, Scanlon) – 3:17
7. "Shift-Work" (Smith, Scanlon) – 4:38
8. "You Haven't Found It Yet" (Smith, Scanlon) – 4:07
9. "The Mixer" (Smith, Scanlon) – 3:37
10. "A Lot of Wind" (Smith)  – 3:46
11. "Rose" (Smith, Scanlon) – 3:20
12. "Sinister Waltz" (Smith) – 4:13